# Лаврентий Неаполитанский
Лаврентий Неаполитанский (Лоренцо; лат. Laurentius, итал. Lorenzo; умер в 717) — епископ Неаполя (701—717); святой, почитаемый в Римско-католической церкви.

## Биография
Основной исторический источник о святом Лаврентии Неаполитанском — написанная на рубеже VIII—IX веков анонимным автором первая часть «Деяний неаполитанских епископов».
О происхождении и ранних годах жизни Лаврентия сведений не сохранилось. Он взошёл на епископскую кафедру Неаполя после скончавшегося в 701 году святого Юлиана.
Об управлении Лаврентием Неаполитанской епархией почти ничего не известно. В «Liber Pontificalis» сообщается, что при этом епископе папа римский Константин в октябре 710 года посетил Неаполь. Здесь он встретился с новым экзархом Равенны Иоанном III Ризокопом, а затем продолжил свой путь в Константинополь ко двору византийского императора Юстиниана II.
В «Деяниях неаполитанских епископов» также упоминается, что в середине 710-х годов в Кампании бушевала сильная эпидемия бубонной чумы, убивавшая человека за три дня. Умерших было так много, что в Неаполе не хватало людей, чтобы хоронить только что скончавшихся. Многие же из оставшихся неаполитанцев, спасаясь от чумы, бежали из города на близлежавшие острова. Вероятно, именно из-за чумы епископ Лаврентий не смог в 717 году благословить выступавшее в поход на Кумы неаполитанское войско, и это пришлось сделать пресвитеру Сергию. В награду за проведение этой церемонии герцог Иоанн I пообещал Сергию способствовать назначению того неаполитанским епископом.
Лаврентий умер в конце 717 года, будучи главой Неаполитанской епархии пятнадцать лет, восемь месяцев и двадцать шесть дней. Его преемником по ходатайству герцога Иоанна I стал пресвитер Сергий. Это избрание стало первым известным из исторических источников вмешательством светских правителей Неаполя в выборы глав местной епархии.
Уже вскоре после смерти Лаврентий стал почитаться неаполитанцами как святой. В настоящее время его реликвии хранятся под алтарём кафедрального собора Неаполя вместе с останками епископов Юлиана, Сергия I и Афанасия I.